# Athemus metallicipennis
Athemus metallicipennis is een keversoort uit de familie soldaatjes (Cantharidae). De wetenschappelijke naam van de soort werd in 1887 gepubliceerd door Léon Marc Herminie Fairmaire.